# Ian Parker
Ian Parker (1956) es un renombrado psicólogo británico y una figura central en las perspectivas críticas y radicales de la psicología contemporánea. 
Autor y coautor de 20 libros, y editor y coeditor de quince libros. Sus textos y artículos se publicaron en 14 idiomas.
Sus obras han proporcionado puntos de referencia para investigadores que buscan alternativas al trabajo psicológico "tradicional" en el mundo angloparlante, como es el caso de los estudios que se llevan a cabo en el laboratorio, que buscan la adaptación al medio y que reducen el comportamiento a un proceso mental individual.
Las tres principales tradiciones críticas en las que se ubica la psicología crítica de Ian Parker son "el análisis de discurso", "la psicología marxista" y "el psicoanálisis", en particular el "psicoanálisis lacaniano". Parker centra cada una de estas tradiciones en la ideología y el poder. Esto ha dado lugar a feroces discusiones, no solo por parte de los psicólogos "tradicionales", sino también por otros "psicólogos críticos". Parker fluctúa en sus obras de un punto de interés a otro, y parece no estar satisfecho con ninguna tradición particular de investigación, usando cada una de las diversas tradiciones críticas para cuestionar las otras.

## Algunas publicaciones

### Libros
- Parker, I. (1989) The Crisis in Modern Social Psychology, and how to end it, London and New York: Routledge. ISBN 0-415-01494-8

- Parker, I. (1992) Discourse Dynamics: Critical Analysis for Social and Individual Psychology, London and New York: Routledge. ISBN 0-415-05018-9

- Banister, P., Burman, E., Parker, I., Taylor, M. and Tindall, C. (1994) Qualitative Methods in Psychology: A Research Guide, Milton Keynes: Open University Press. ISBN 0335191819

- Foster, J. J. and Parker, I. (1995) Carrying Out Investigations in Psychology, Leicester: British Psychological Society. ISBN 1-85433-170-1

- Parker, I., Georgaca, E., Harper, D., McLaughlin, T. and Stowell Smith, M. (1995) Deconstructing Psychopathology, London: Sage. ISBN 0-8039-7481-7

- Parker, I. (1997) Psychoanalytic Culture: Psychoanalytic Discourse in Western Society, London: Sage. ISBN 0-7619-5643-3

- Parker, I. and the Bolton Discourse Network (1999) Critical Textwork: An Introduction to Varieties of Discourse and Analysis, Buckingham: Open University Press. ISBN 0-335-20204-7

- Parker, I. (2002) Critical Discursive Psychology. London: Palgrave. ISBN 033397381X

- Parker, I. (2005) Qualitative Psychology: Introducing Radical Research. Buckingham: Open University Press. ISBN 0335213499

- Parker, I. (2007) Revolution in Psychology: Alienation to Emancipation. London: Pluto Press. ISBN 978-0-7453-2535-4

- Parker, I. (2008) Japan in Analysis: Cultures of the Unconscious. London: Palgrave. ISBN 978-0230506916

- Parker, I. (2009) Psychoanalytic Mythologies. London: Anthem Press. ISBN 978-1843313038

- Parker, I. (2010). La psicología como ideología. Contra la disciplina. Madrid: Catarata. ISBN 9788483195444.

- Parker, I. & Pavón-Cuéllar, D. (2013) Lacan, discurso, acontecimiento: nuevos análisis de la indeterminación textual. México: Plaza y Valdés. ISBN 9786074025972

- Parker, I. (2014) The Crisis in Modern Social Psychology, and how to end it. Abingdon/New York: Routledge [Psychology Revivals, original publicado 1989] ISBN 978-0-415-70645-2

- Parker, I. (2014) Discourse Dynamics: Critical Analysis for Social and Individual Psychology. Abingdon/New York: Routledge [Psychology Revivals, original publicado 1992]. ISBN 978-0-415-70638-4

- Parker, I. & Pavón-Cuéllar, D. (2014) Lacan, Discourse, Event: New Psychoanalytic Approaches to Textual Indeterminacy. London: Routledge. ISBN 9780415521635

- Parker, I. (2015) Handbook of Critical Psychology. London and New York: Routledge. ISBN 978-1-84872-218-7

- Parker, I. (2015) Critical Discursive Psychology (2ª ed.) London: Palgrave Macmillan. ISBN 9781137485595

- Parker, I. (2015) Psychology After the Crisis: Scientific paradigms and political debate. Abingdon/New York: Routledge. ISBN 978-1-84872-207-1

- Parker, I. (2015) Psychology After Deconstruction: Erasure and Social Reconstruction. Abingdon/New York: Routledge. ISBN 978-1-84872-209-5

- Parker, I. (2015) Psychology After Discourse Analysis: Concepts, methods, critique. Abingdon/New York: Routledge. ISBN 978-1-84872-211-8

- Parker, I. (2015) Psychology After Psychoanalysis: Psychosocial studies and beyond. Abingdon/New York: Routledge. ISBN 978-1-84872-213-2

- Parker, I. (2015) Psychology After the Unconscious: From Freud to Lacan. Abingdon/New York: Routledge. ISBN 978-1-84872-215-6

- Parker, I. (2015) Psychology After Lacan: Connecting the clinic and research. Abingdon/New York: Routledge. ISBN 978-1-84872-217-0

- Parker, I. & Pavón-Cuéllar, D. (2017) Marxismo, psicología y psicoanálisis. Madrid: Paradiso y UMSNH. ISBN 9786079787103